# José Joaquim Lopes de Lima
José Joaquim Lopes de Lima (Porto, cerca de 1797 — Batávia (Índias Orientais Holandesas), atual Jacarta, 8 de novembro de 1852) foi um oficial da Marinha de Guerra Portuguesa, administrador colonial e político que, entre outras funções de relevo, foi Governador da Índia Portuguesa (de 1840 a 1842) e governador e comissário régio em Timor e Solor (de 1851 a 1852).

## Biografia
Lopes de Lima estava no Brasil, quando ocorreu a Revolução Liberal de 1820.
Era intendente da Marinha e do Arsenal em Goa quando, em 1840, foi nomeado governador interino, após a morte do Barão do Candal, passando a exercer o cargo em 24 de setembro.
No governo, realizou grandes investimentos na área de educação, reformou o sistema aduaneiro, transferiu o Hospital Militar de Panelim para Pangim, renovou o Farol da Aguada, organizou o correio interno e fez outro melhoramentos.
Entretanto, criou várias inimizades, seja pela sua falta de justiça, seja pela sua tirania no governo. Criou vários impostos à revelia do Reino, contudo dobrou o endividamento da Colônia, por conta de algumas reformas tidas como inúteis. Em 1842, ocorre uma revolta no Estado Indiano. Para seu auxílio, mandou o Reino um batalhão, mas como este servia para atrapalhar-lhe em suas coisas, retalhou o batalhão em várias companhias, mandando uma para Macau e outra para o Timor português. Como os militares tiveram má vontade com esta ordem, voltaram para Pangim e juntaram-se a outras tropas revoltosas, cercando o Palácio de Governo. Assim, teve que fugir para Bombaim, onde ainda tentou a ajuda dos britânicos, sem sucesso.

## Governador do Timor português
Por decreto de 25 de agosto de 1849, o visconde de Castelões, ministro dos Negócios da Marinha e Ultramar, envia a Díli, o conselheiro e capitão-de-mar-e-guerra José Joaquim Lopes de Lima, antigo governador do Estado Português da Índia, para proceder à inspeção de todas as possessões coloniais e negociar com os holandeses, a demarcação das fronteiras dos territórios de Timor.   
Em 23 de junho de 1851, Lopes de Lima foi nomeado Governador de Timor e Solor português, que na época ainda incluía o arquipélago de Flores e Sunda. Assim, deu início às tratativas para um acordo fronteiriço com os Países Baixos, que dominava o restante do Arquipélago Indonésio.
Mais uma vez, marca seu governo pelas reformas impostas ao local, aliadas a uma forma tirânica de governo. Como endividou-se da mesma forma como ocorrera na Índia Portuguesa antes, acabou por vender as ilhas de Flores, Alor, Pantar e Solor por cerca de 200 mil florins, sem a anuência do Reino. Por fim, seria assinado o Tratado de Lisboa de 1859, estabelecendo as fronteiras entre o Timor Neerlandês e o Timor Português, com a perda daquelas ilhas. Pelo referido tratado, Portugal cedeu Larantuca, Sicca e Payas, na ilha das Flores, Wouré, na ilha de Adonara, e Pamung Kaju, na ilha de Solor. Em contrapartida, os Países Baixos cederam o reino de Maubara e renunciaram a Ambeno, na ilha de Timor, assim como renunciaram a Ataúro.[carece de fontes?]
Seu sucessor, Manuel de Saldanha da Gama, chegou em 8 de setembro de 1852 com ordens de prender Lopes de Lima e mandar levá-lo para Lisboa. Com as mudanças políticas em Portugal, o grupo ao qual Lopes de Lima pertencia foi defenestrado do poder, o que explica as medidas mais duras contra ele. Veio a falecer em Batávia, atual Jacarta, de uma febre, no dia 8 de novembro de 1852.[carece de fontes?]
Colaborou  no jornal Jornal da Sociedade dos Amigos das Letras (1836).